# Épagneul français
L'épagneul français est une race de chien originaire de France. C'est un épagneul de grande taille, à la robe marron et blanc. C'est à la fois un chien de famille, de compagnie et un remarquable chien d'arrêt polyvalent, excellent rapporteur. Sa longévité est d'une douzaine d'années.

## Origine
L'épagneul français descend des chiens d'oysel décrits par Gaston Fébus au XIIIe siècle et auxquels on attribue l'ascendance des épagneuls de chasse.
Après une bonne évolution durant le début du XIXe siècle, il est peu à peu délaissé au profit des races anglaises, notamment le setter anglais. À la fin du XIXe, il n'y a pas de directives d'élevage. La race est laissée à l'abandon.
En 1891, James de Connick dresse le premier standard. L'année 1906 voit la création du Club de l'Epagneul Français. L'abbé Fournier tente de sauver la race en réunissant quelques sujets homogènes dans son élevage. Ceux-ci sont à l'origine des sujets actuels. En 1921, le club est reconnu par la Société centrale canine et l'abbé Fournier en est le président.

## Standard

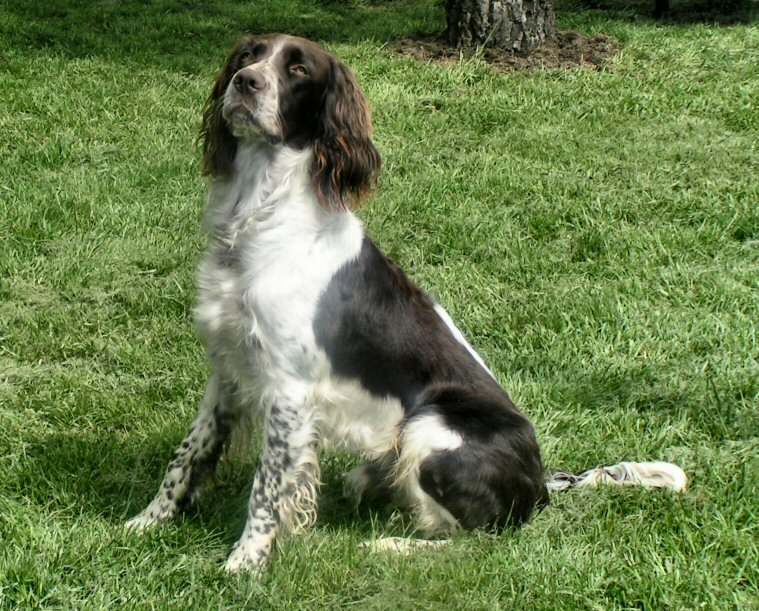
Un épagneul français.

L'épagneul français est un épagneul de grande taille, musclé tout en étant harmonieusement proportionné. L'ossature est forte sans être grossière. Entière, la queue atteint la pointe du jarret. Forte à la naissance, elle diminue progressivement en allant vers l’extrémité. La tête est moyennement longue et large, avec un stop marqué sans excès, une truffe bien pigmentée, des narines largement ouvertes. Les yeux sont de couleur cannelle à brun se rapprochant le plus possible de la couleur de la robe. Ils sont grands et de forme ovale. Les oreilles tombantes sont attachées sur la ligne de l’œil, elles atteignent l'extrémité de la truffe lorsqu'elles sont rabattues vers l'avant.
Le poil est long et ondulé sur les oreilles, ainsi que sur l’arrière des membres et la queue. Il est plat, soyeux et bien fourni sur le corps avec quelques ondulations derrière le cou et au-dessus de la naissance de la queue. La tête porte un poil ras et fin. La robe est blanc et marron à panachure moyenne, le marron variant du cannelle au foie foncé. Les plages irrégulières de couleurs peuvent être envahissantes. Le blanc est peu ou moyennement mouchetée et rouannée sans excès.

## Caractère
L'épagneul français est décrit dans le standard FCI comme un chien équilibré, franc, doux, calme et docile. Il est ardent à la chasse et sociable avec ses congénères. Très attaché à son maître, l'épagneul français supporte très mal la solitude,. D'un naturel débonnaire, il doit être éduqué en douceur, sans brutalité.

## Utilité
L'épagneul français est un chien de compagnie agréable, qui aime les enfants et s'avère un chien de famille remarquable où son calme, sa douceur font merveille. Contrepartie de son empathie avec ses maîtres, il a besoin de cette présence humaine car l'épagneul français accepte mal la solitude, et, de plus, il a besoin de promenades quotidiennes. En termes de chasse, l'épagneul français est l'archétype du chien de chasse polyvalent. Il travaille au bois, en plaine et au marais et s'adapte aux différents gibiers qui lui seront présentés, avec une prédilection pour la bécassine. C'est un chasseur à la quête efficace, moins effrénée que celle des chiens anglais, mais qui travaille méthodiquement, le nez haut et contre le vent. Il est considéré comme un excellent chien de rapport, y compris dans l'eau glaciale et l'excellence de son flair comme sa sagacité en font de remarquables chiens pour le cavage. L'instinct de chasse est fort et l'entraînement en est facilité surtout s’il est conduit avec douceur et fermeté, mais sans excès car c'est un chien qui ne supporte pas la brutalité.